# Alessandro Rivolta
Alessandro Rivolta (Oleggio, 9 giugno 1962) è un arciere italiano.

## Carriera
Nato ad Oleggio, in provincia di Novara, nel 1962.
Il 7 e 8 luglio 1990, a Rivarolo Canavese, realizza il record italiano del Doppio FITA con 1333+1336: nel primo giorno batte il record del FITA (1333) e dei 50 metri (541); nel secondo giorno nuovo record dei 90 (315) e dei 70 (341) e migliora quello del FITA (1336).
Precedentemente il record del FITA era di Giancarlo Ferrari con 1318, che fu anche record mondiale.
Nel maggio 1993, a Roncegno, Alessandro Rivolta fa 1350 puti nel FITA: prima di lui solo altri due al mondo toccano il tetto dei 1300 e sono Esheev (1352 e record del mondo) e Mc Kinney (1352). 
A 30 anni ha partecipato alle Olimpiadi di Barcellona 1992 nel tiro con l'arco, arrivando 22º nella gara individuale e 14° in quella a squadre insieme ad Ilario Di Buò ed Andrea Parenti. È stato per 27 volte campione italiano ed è tornato alle gare nel 2013, dopo circa 6 anni di assenza.